# Västerkatt

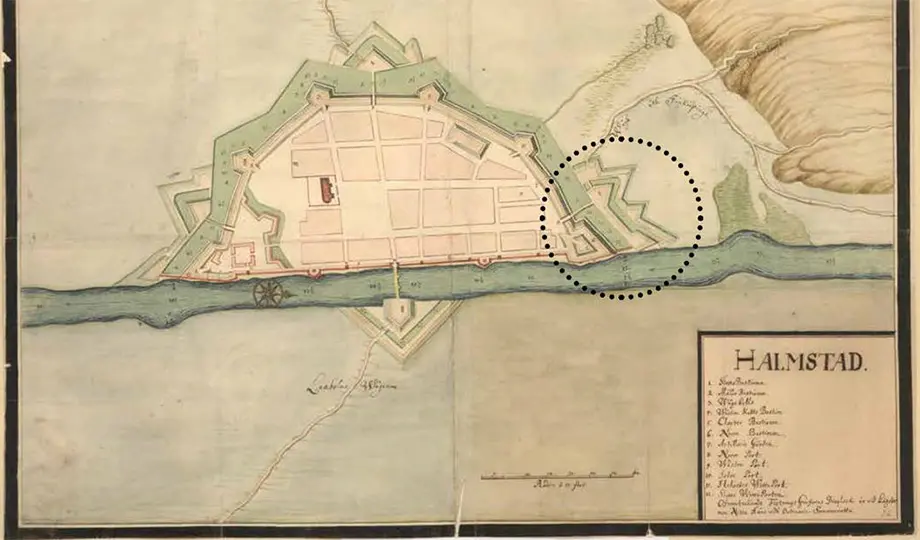
Karta från 1600-talet

Västerkatt, eller Västre katt, är ett högverk som ingick i Halmstads stadsbefästning. Det är ett av två högverk i befästningen, vilka uppfördes i sekelskiftet 1500/1600 på order av Kristian IV av Danmark. Det andra är Norre katt på Norra bastionen. Västerkatt anlades mellan Västra bastionen och Klosters bastion i befästningens nordvästra del.
Högverket ligger nordöst om en 13 meter lång och tre meter hög kasematt av sten, som hörde till  Västra bastionen vid nuvarande Klammerdammsgatans korsning med Karl XI:s väg. Kasematten som delvis är inbyggd i ett hus som ligger ovanpå. Högverket Västerkatt ligger mellan Västra bastionen och Bastion Kloster och består av huggen sten och jord. Det är 63 meter långt, 31 meter brett och sex meter högt. Ovanpå ligger bryggeribyggnader. 
Västerkatt är sedan 1849 i privat ägo. Det köptes av Appeltofftska bryggeriet, numera Krönleins Bryggeri, när bryggeriet behövde flytta från Hospitalsgatan och byggnaden Tre Hjärtan vid Stora Torg till större lokaler. Inuti Västerkatt finns också fyra långa tunnvalv som använts som lagerutrymmen av bryggeriet.